# خوئل بوسکد
خوئل گومِـس بوسکد (اسپانیایی: Joel Gómez Bosqued‎؛ ‏ ۲۹ دسامبر ۱۹۸۹) بازیگر اهل اسپانیا است که از سال ۲۰۰۵ تا کنون، مشغولِ فعالیتِ هنری بوده است.

## گزیدهٔ نقش‌آفرینی‌ها

### سینما
- ببخشید اگر عشق صدایت می‌زنم (۲۰۱۴)
- به خاطر چند بوسه (۲۰۱۴)

### تلویزیون
- مدرسه شبانه‌روزی: کومبرس (۲۰۲۳–۲۰۲۱)
- مادران، عشق و زندگی (۲۰۲۱–۲۰۲۰)
- افراد خودی ۲ (۲۰۱۹)
- سانحه (۲۰۱۸–۲۰۱۷)
- سونات سکوت (۲۰۱۶)
- دردسر قریب‌الوقوع (۲۰۱۴)
- سرزمین گرگ‌ها (۲۰۱۴–۲۰۱۰)
- پُلا (۲۰۱۰)
- متهم (۲۰۰۹)
- فیزیک یا شیمی (۲۰۰۹–۲۰۰۸)